# Lorica segmentata
La lorica segmentata, cosiddetta dagli studiosi a partire dal periodo del Rinascimento, è la corazza che nell'immaginario collettivo viene più facilmente associata al legionario romano. Si tratta di uno dei rari esempi di armatura laminare, equipaggiamento tipico delle popolazioni orientali, in uso a forze armate europee.

## Storia e caratteristiche
Da parte dei più si ritiene che il modello di corazza raffigurato sulla Colonna Traiana fosse di metallo, motivo per cui, dopo alcuni ritrovamenti archeologici (in particolare ne sono stati catalogati principalmente due diversi tipi che prendono il nome dai luoghi del ritrovamento: il tipo Corbridge e il tipo Newstead) si è ritenuto di aver finalmente individuato le corazze rappresentate su pietra.
Per ammissione dello stesso "Vindolanda Roman Army Museum", custode delle parti ritrovate a Corbrigde, i fortini romani presso cui sono state rinvenute dette parti sarebbero stati in uso anche a guarnigioni di cavalleria (mentre erano principalmente utilizzate da truppe legionarie). Proprio questa ipotesi ha dato adito a numerose speculazioni che vorrebbero appunto la cosiddetta "segmentata" in dotazione ad unità di cavalleria pesante. A suffragio di dette ipotesi giungono i risultati di alcuni test "sperimentali" che mostrano abbastanza chiaramente come i lavori di fortificazione mostrati dalla Colonna Traiana risultino estremamente faticosi con indosso una corazza del genere. D'altra parte la totale assenza di riferimenti letterari in grado di associare detta corazza alla fanteria pesante (laddove qualcuno invece vede nella descrizione fatta da Ammiano Marcellino in Res Gestae XVI, X, 8 dei clibanarii dell'Imperatore Giuliano, una chiara indicazione di uso di corazze metalliche a fasce). Va altresì notato come le raffigurazioni su pietra di corazze a segmenti le mostrino tutte estremamente aderenti al corpo, dettaglio che, se dai più granitici sostenitori dell'uso da parte della fanteria pesante delle corazze a segmenti metallici viene liquidato come meramente stilistico, da parte dei più aperti a dubbi e ripensamenti viene invece considerato come un importante indizio, tale da far supporre che quei tipi di protezioni potessero essere organici (cuoio, lino etc.). Il reperto conservato al British Museum e proveniente da Qasir Ibrahim in Egitto (inv. Q.I. 80 1.21/75), consistente in una striscia di cuoio, è stato da alcuni considerato come parte di una corazza a segmenti.
Tornando alle corazze a segmenti ferrei, il primo dei due modelli cui si accennava, quello Corbridge, rinvenuto a sud del Vallo di Adriano (1-120 d.C. circa) è ritenuto anteriore al secondo (50-250 d.C. circa).
Entrambi i modelli erano composti da una serie di lamine di acciaio unite tra loro, all'interno, da strisce di cuoio a formare dei segmenti, da qui il nome segmentata.
Questo tipo di corazza risultava più leggera della Lorica hamata, ma meno confortevole rispetto a quest'ultima pur mantenendo liberi i movimenti di torso e braccia, costituiva però una pesante protezione che appesantiva decisamente il combattente.

Va considerato che gli altri tipi di corazza in uso (lorica musculata, linothorax e lorica squamata) avevano grandi limiti nella mobilità e venivano adoperate raramente dai gregarii.
Test "sperimentali" mostrano come la Segmentata offrisse un'ottima protezione contro la maggior parte dei colpi di frecce e spade, soprattutto provenienti dall'alto. 
Tuttavia la sua struttura fatta di cuoio e cerniere di bronzo e oricalco (orichalcum), una lega simile al moderno ottone, la rendeva più difficilmente manutenibile per il fatto di necessitare di lamine intere di ferro, va tuttavia fatto presente che le armate romane disponevano di fabbri specializzati. Altre motivazioni addotte da chi ritiene che una corazza del genere fosse incompatibile con le esigenze della fanteria pesante, riguardano l'idea che fosse difficile l'utilizzo di queste durante il duro addestramento, le marce estenuanti, pesanti lavori manuali e battaglie campali di durata ultragiornaliera.
Alcuni gruppi di rievocazione sostengono di aver eseguito dei test (al momento non risultano pubblicati i protocolli scientifici seguiti) che avrebbero confutato le obiezioni relative alla praticità della cosiddetta segmentata ferrea laddove altri gruppi ancora portano simili "prove" a conforto della tesi opposta.
Tra i più importanti ritrovamenti di corazze ed elementi di corazza dei tipi Corbridge e Newstead vanno citati quelli ottenuti da diverse campagne di scavo realizzate a partire dagli anni novanta in Spagna, a Leon, in un sito che fu prima un castrum della Legio VI Victrix e poi della Legio VII Gemina. I ritrovamenti (di particolare rilievo quello di una ventina di corazze nel 2012 ) hanno permesso di effettuare una datazione più precisa che in passato dell’evoluzione nel tempo della Lorica Segmentata.
I sostenitori delle molteplici virtù (tra cui di certo la trasportabilità occupa uno dei primi posti) delle cosiddette. segmentate ferree vedono nel ritrovamento la prova definitiva del collegamento tra questo tipo di corazza e la fanteria pesante. D'altra parte, viene fatto notare dai critici, che qualora il reperto venisse datato tra il II e il III sec. d.C. sarebbe più una testimonianza di abbandono deliberato delle corazze; come se il reparto della Legio VII distaccato a presidio del forte e poi richiamato alle attività campali avesse ritenuto opportuno lasciare le corazze presso il presidio. Una simile ipotesi lascerebbe perciò le corazze in questione nell'ambito dell'utilizzo da parte di militari non inquadrati in battaglie campali ma, piuttosto, impegnati in compiti di sorveglianza e pattugliamento e quindi maggiormente esposti ai pericoli di dardi al torso. Tale ipotesi però si scontra con il fatto che assieme alle loricae segmentatae sono state trovate anche alcune loricae hamatae. Se le prime sono adatte a compiti di sorveglianza e le seconde al combattimento campale, perché avrebbero lasciano entrambe le tipologie di protezioni nel fortino? Evidentemente l'ipotesi succitata non ha basi solide. Si deve infatti anche ricordare che in diversi oppida presenti nelle Alpi orientali e conquistati dall'esercito romano ai tempi di Augusto, sono stati trovati diversi frammenti riferibili a loricae segmentate, cosa che testimonia il loro utilizzo durante le normali campagne militari.
Presso il castello di Loarre, sui Pirenei, si troverebbe un rilievo risalente al III - IV sec. d.C. raffigurante un arciere che indossa quella che senza dubbio può essere identificata come una corazza a fasce del tutto simile a quelle in ferro ritrovate finora. Tale rilievo rappresenterebbe un ulteriore collegamento tra le corazze a fasce in ferro e il loro utilizzo in situazioni diverse da quella campale, almeno per quanto riguarda i combattenti appiedati. Quest'ultima ipotesi però si scontra con il fatto che gli arcieri venivano abitualmente usati anche negli scontri campali, come dimostra ad esempio il testo "ektaxis katà Alanon" di Arriano.

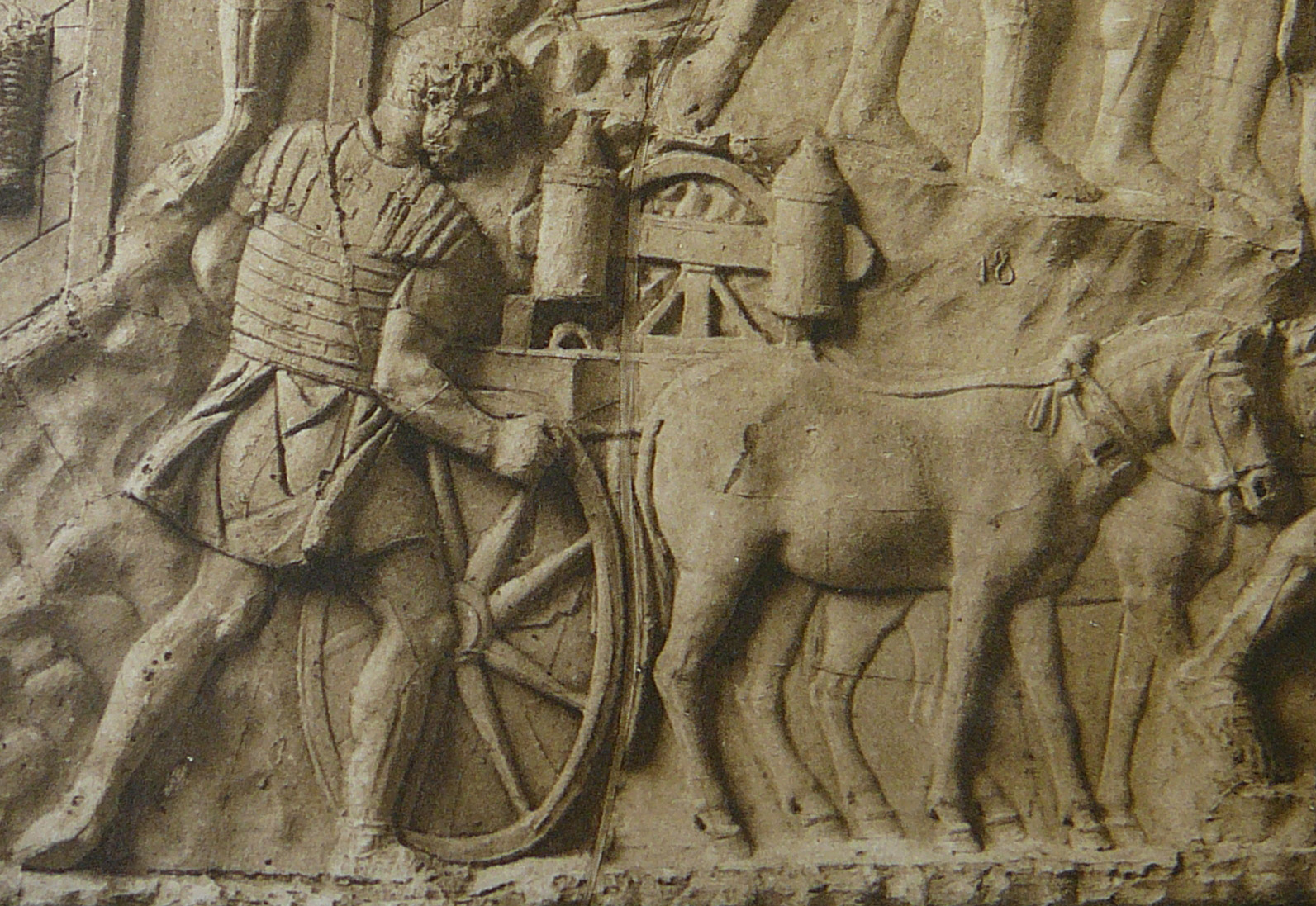
Soldato con corazza rappresentato sulla Colonna di Traiano, fregio n. XLVI

Le corazze romane erano indossate sopra un'imbottitura detta thoromacus nel De rebus bellicis (o subarmalis, termine coniato in tempi recenti) che i soldati adattavano alle proprie condizioni.

## Clibani, clivani, klibania
Il fatto che nelle fonti letterarie romane non sia stato trovato alcun riferimento esplicito ad un modello di corazza che fosse collegabile a quelle a fasce di ferro ha indotto l'invenzione moderna del termine "lorica segmentata".
Di recente è però stato fatto notare che nel De rebus bellicis (IV sec. d.C.) si fa riferimento a due tipi di corazza: loricae e clivanii e tale dicotomia pare trovare riscontro anche nella Notitia dignitatum che cita nella lista delle fabricae imperiali per la pars occidentis: Augustodunensis loricaria, balistaria et clibanaria in Gallia e Manutuana loricaria in Italia mentre per la pars orientis: Clibanaria Antiochiae, Clibanaria Caesarea Cappadociae e Clibanaria Nicomediae. Un altro riferimento ancora ai due tipi di corazze si ritrova in appendice al De cerimoniis di Costantino VII Porfirogenito il quale fa l'elenco dettagliato dell'equipaggiamento dei dromoni bizantini per la spedizione del 949 d.C.: "70 klibania [cotte corazzate senza maniche, protezione lamellare del torace]; 12 lorikia [armature di tipo più leggero]; 10 altri lorikia; etc.".
Per i bizantini il klibanon era una corazza lamellare usata dalla cavalleria pesante, e forse può trovare riscontro in questa descrizione che secoli prima ne fa Ammiano Marcellino in Res Gestae (XVI, X, 8):
(traduzione a cura di Antonio Selem; ediz. UTET)
Inutile far notare quanto una simile descrizione sembra fatta osservando la corazza di Corbridge.
Sull'origine del termine "clibanus" (da cui deriverebbe il nome usato per alcuni reparti di cavalleria pesante romana, i clibanarii) si è molto discusso e le due ipotesi maggiormente accreditate sono quelle di una derivazione da "grivpanvar" (termine persiano per gorgiera) o da "kribanos" (termine greco indicante una teglia da forno per il pane), fatto sta che quando il De rebus bellici cita i due tipi di corazze sta evidentemente facendo riferimento a due categorie ben distinte: da un lato le loriche, onnipresenti nella letteratura militare latina, dall'altra i meno conosciuti clibani (o clivani). Ma l'anonimo autore fornisce anche un prezioso indizio per distinguere queste due categorie di corazze poiché nel brano in cui esse appaiono egli sta illustrando l'utilità del thoromacus come utile invenzione degli antichi affinché le loriche, i clibani e le altre protezioni simili non ledessero la fragilità del corpo con il peso o le spigolature. Di tutti i tipi di loriche citate negli scritti antichi (hamata, squamata, plumata etc.) non ve n'è una che presenti delle spigolature tali da "ledere il corpo" quindi verrebbe da pensare che mentre il peso da cui il thoromacus doveva sollevare il corpo fosse più un difetto delle più gravi loriche mentre le spigolature appartenessero piuttosto ai clibani; anche qui si troverebbe dunque un indizio a favore della corrispondenza tra i clibani e le corazze a fasce di ferro (le uniche ad oggi ritrovate di epoca romana a presentare spigolature pericolose per il corpo umano).
Con ciò non si vuol certo dire che i clibani, ossia le corazze a segmenti di ferro, fossero appannaggio esclusivo dei reparti di cavalleria (sebbene sia significativo che da questo tipo di corazza prendano il nome esclusivamente dei reparti di cavalleria pesante) ma di certo le considerazioni fatte anche dagli autori antichi in merito alla mobilità che simili corazze davano dovrebbero far riflettere su quanto potesse essere adatta alle esigenze di un fante romano impegnato, quando non in lunghe ed estenuanti battaglie campali, in poderose marce e duri lavori.

## Differenze tra i tipiCorbridgeeNewstead

### Lalorica segmentatadel tipo Corbridge
La lorica segmentata del tipo Corbridge è un'armatura composta da piastre di metallo che, legate tramite un sistema di ganci, lacci di cuoio e fibbie, proteggevano le spalle, il torace e l'addome del legionario. Esempi di questa armatura si riscontrano già agli inizi del I sec. d.C. sotto Augusto. Questa armatura è relativamente facile da indossare e consente una discreta mobilità di movimenti anche se gli esemplari noti una volta indossati possono creare dolori alle spalle. Le placche erano unite tra loro da lacci e piccoli componenti che si potevano rompere e dovevano essere sovente sostituiti.
Il nome originale non è riportato con precisione da alcuna fonte antica, la sua costruzione è rimasta ignota fino alla fine dell'Ottocento. La prima ricostruzione che seguì un metodo scientifico fu realizzata dal colonnello Max von Groller nel 1889, anche se questi, ignorandone i metodi costruttivi e prendendo come unico riferimento le immagini della Colonna Traiana, commise degli errori. Sono stati individuati due modelli di questa armatura indicati con le lettere A e B che differiscono per il tipo di aggancio della struttura superiore alle lamine inferiori: il primo modello presenta delle fibbie in cuoio, il secondo dei ganci di metallo.

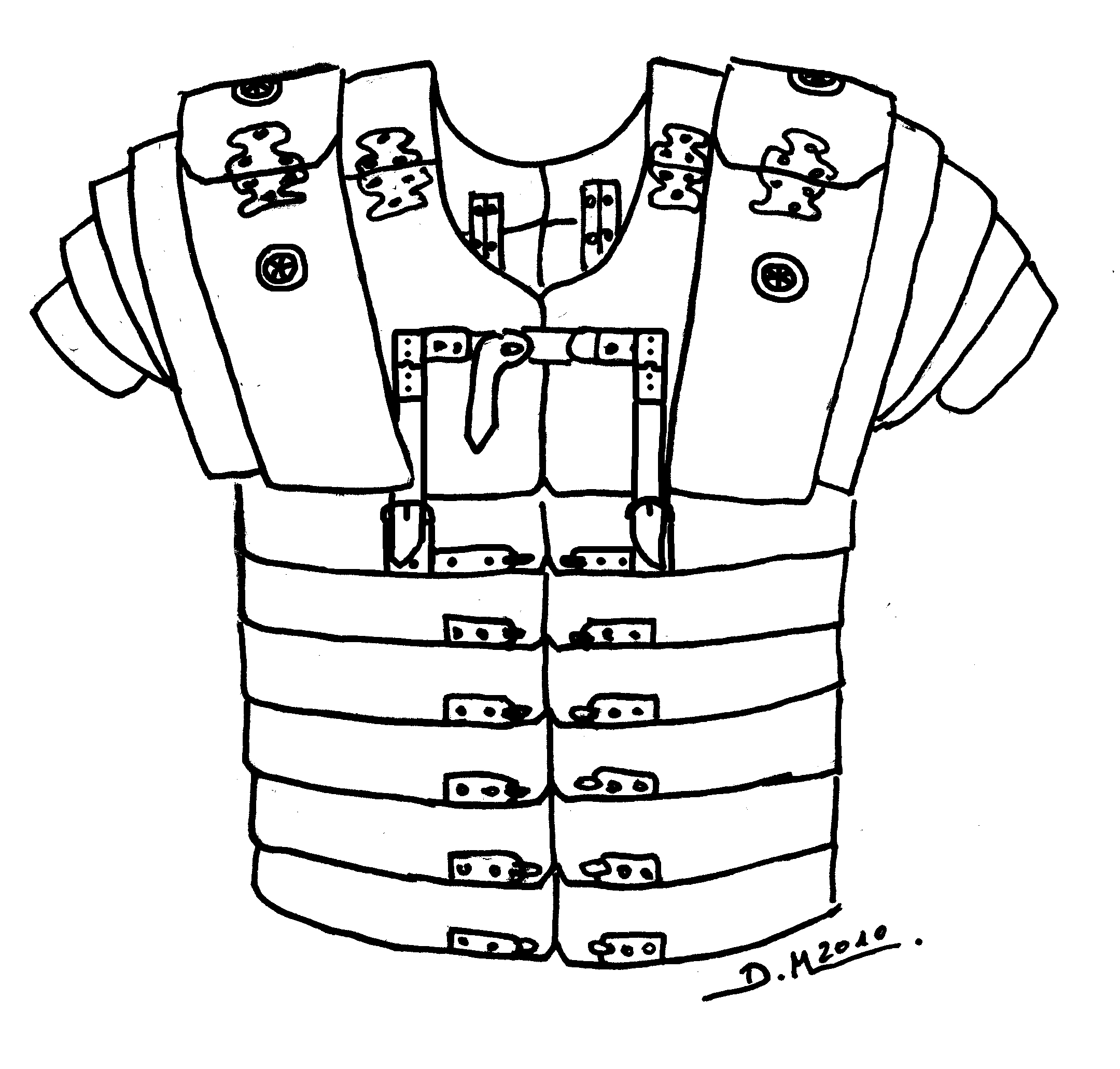
Lorica segmentata del tipo Corbridge A
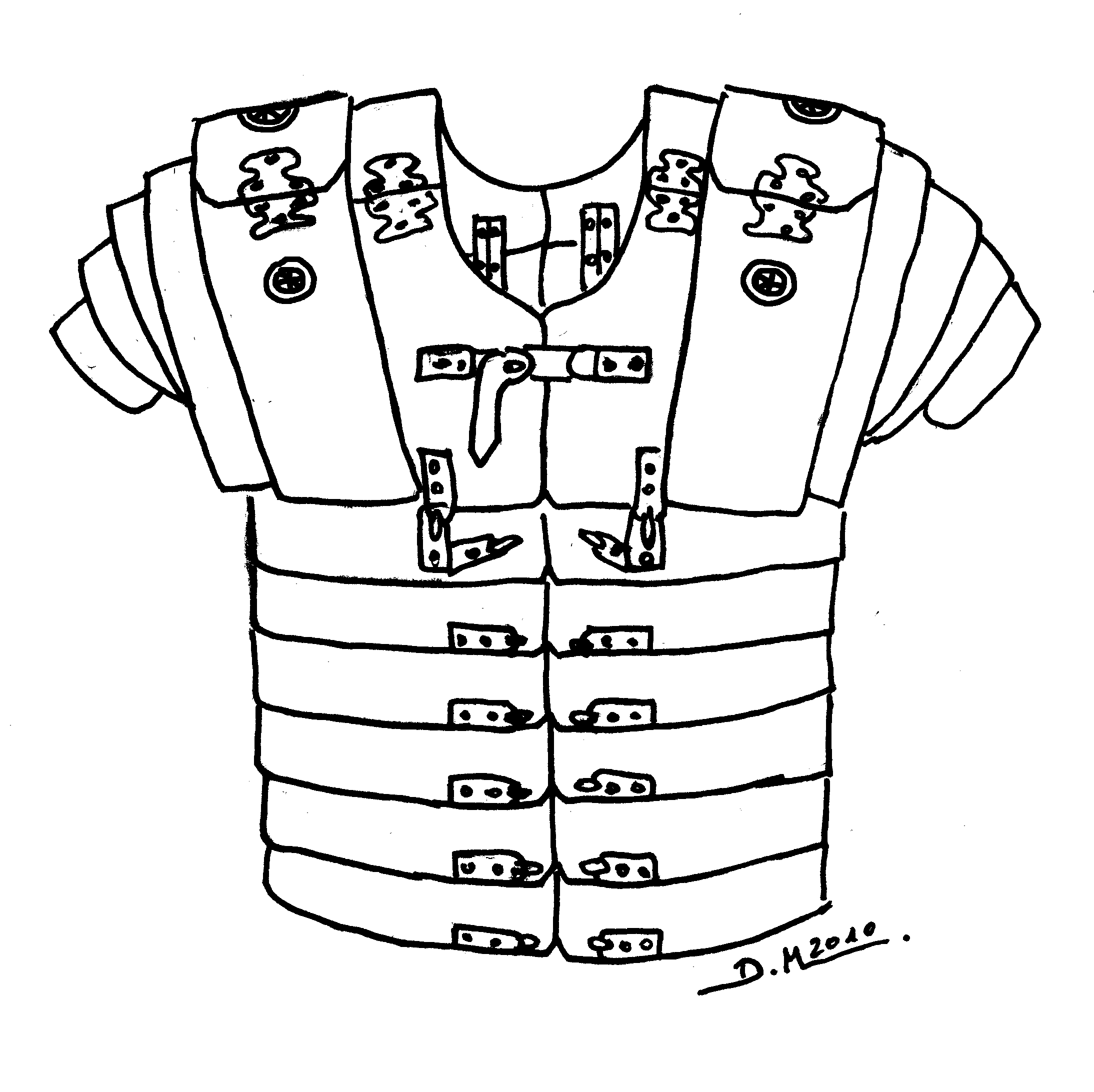
Lorica segmentata del tipo Corbridge B

### Lorica segmentatadel tipo Newstead
La lorica di Newstead è un'armatura utilizzata dai legionari romani dal II secolo d.C. circa. I primi ritrovamenti (mai completi) di questa armatura si ebbero fin dai primi anni del XX secolo. Era una lorica simile a quella Corbridge ma con piastre orizzontali più grandi. Le numerose cerniere con fibbie della lorica Corbridge furono sostituite da ganci più difficili da rompere.

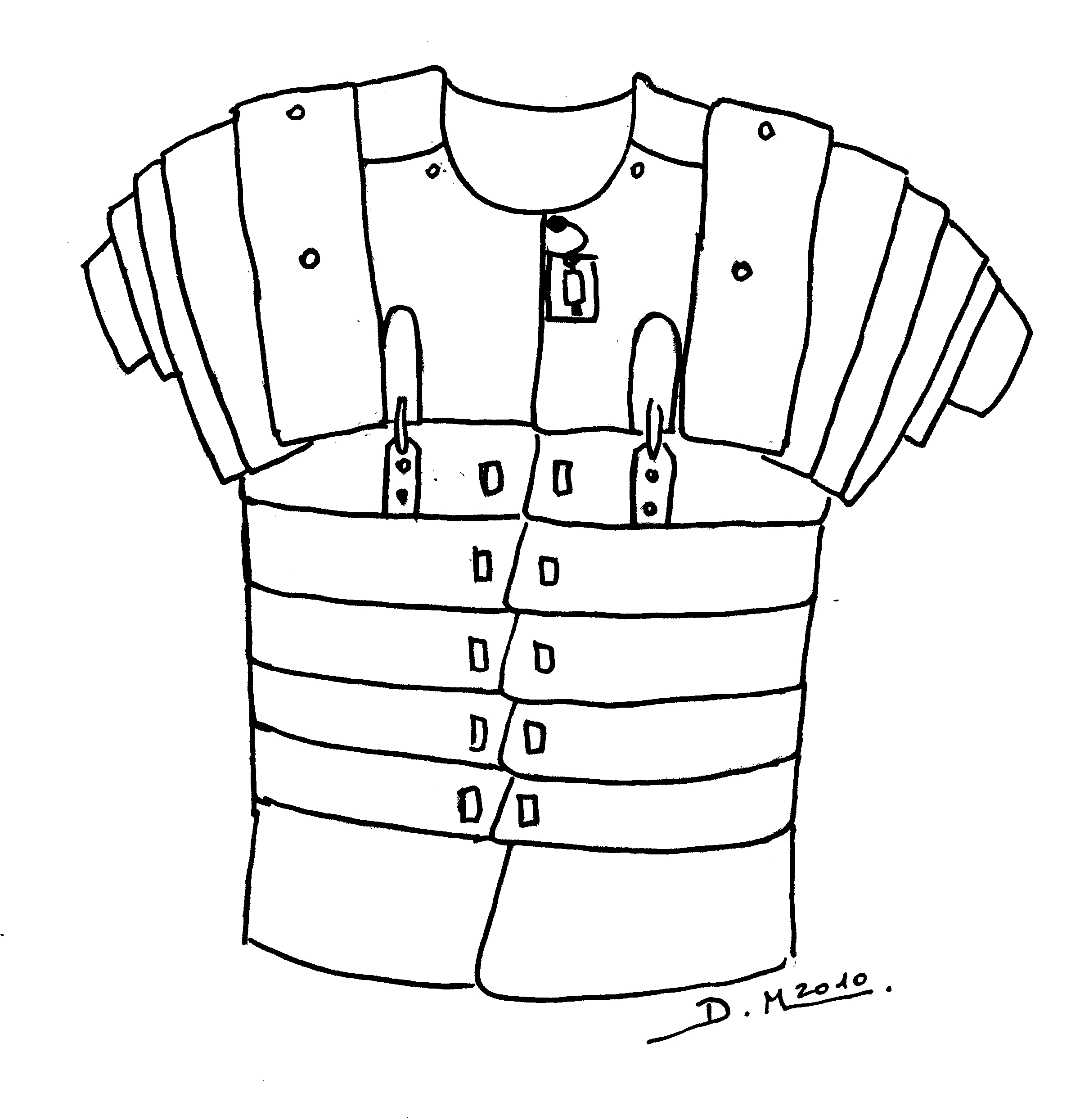
Lorica segmentata del tipo Newstead
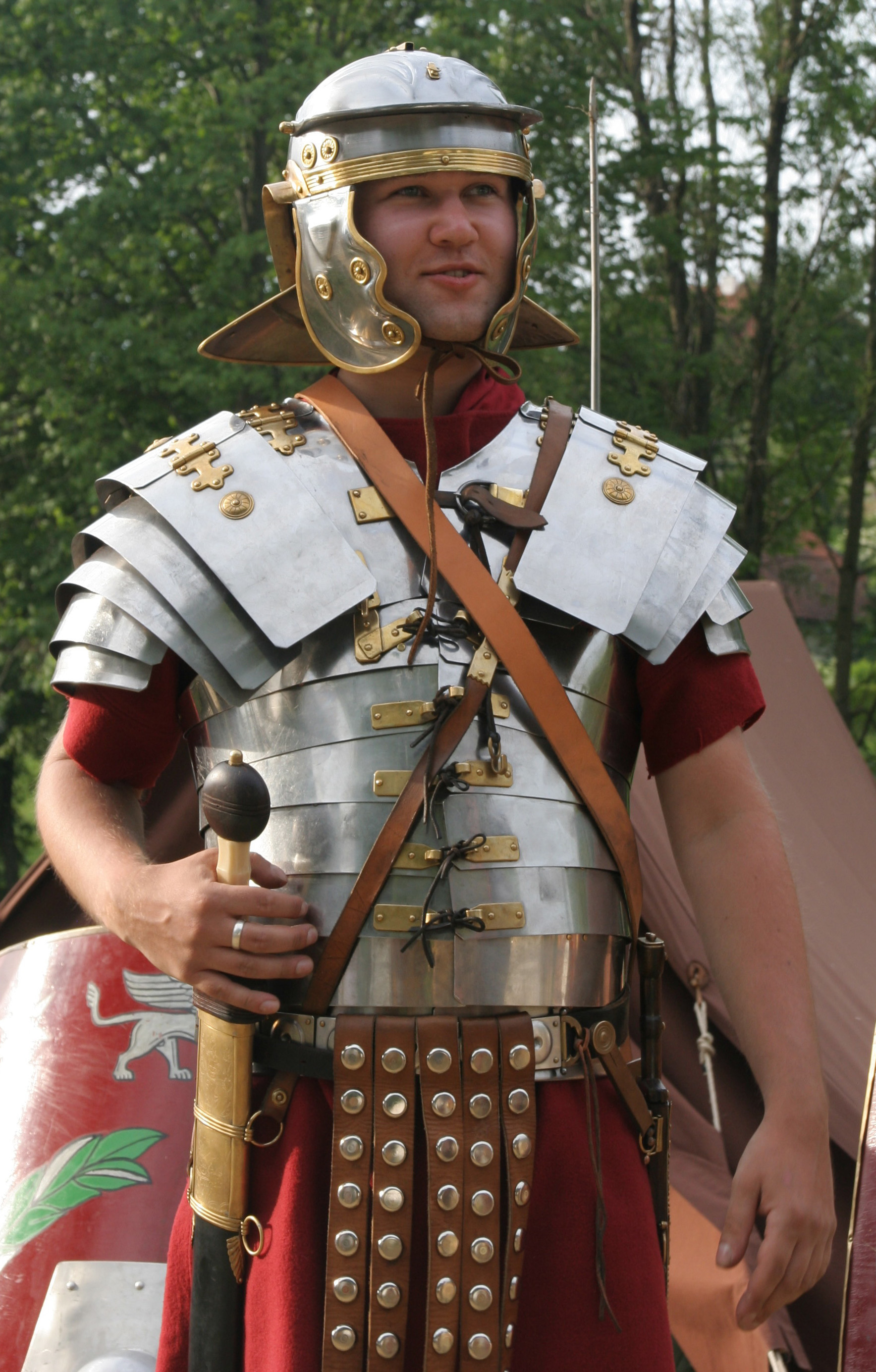
Ricostruzione di Lorica segmentata, fronte
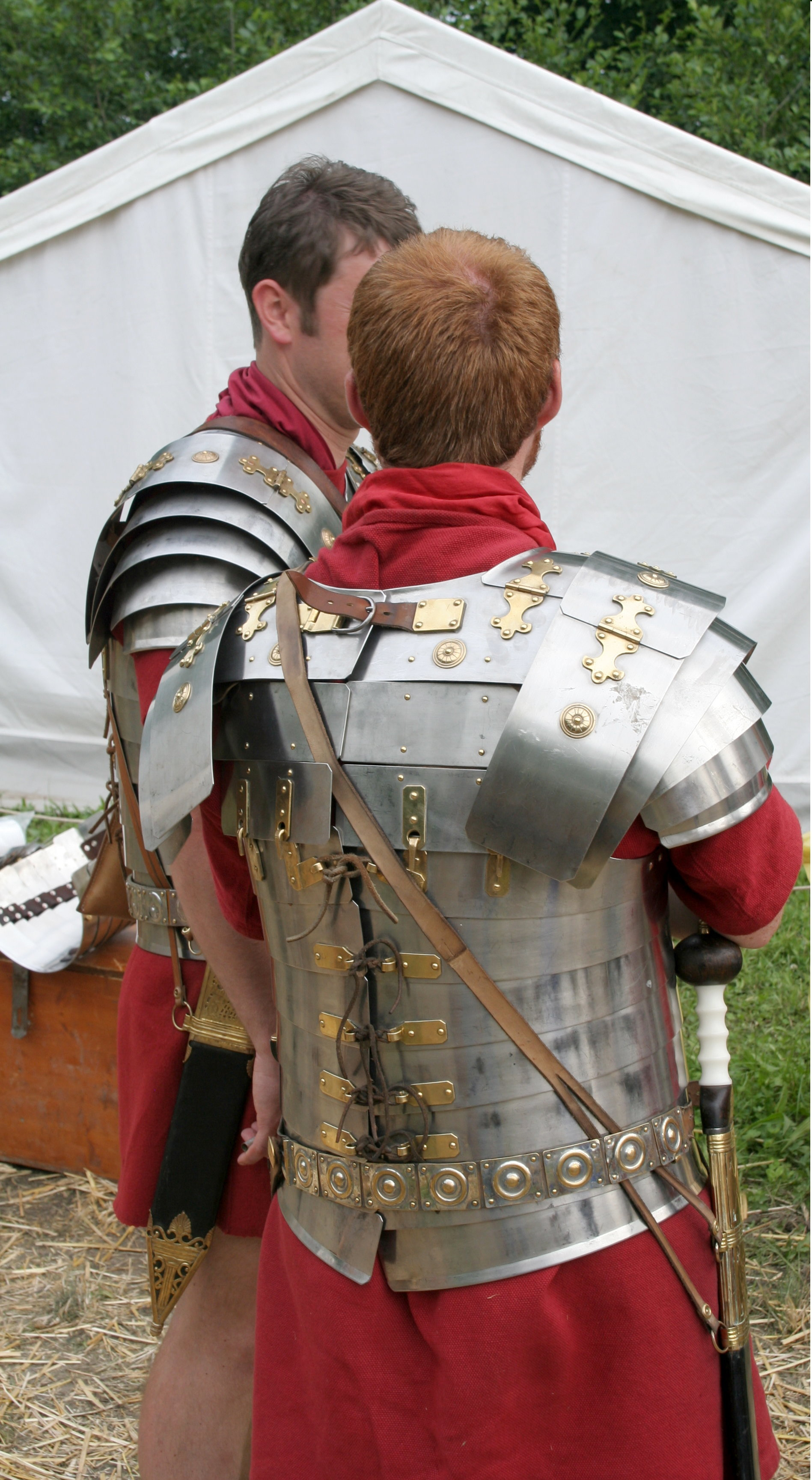
Ricostruzione di lorica segmentata, retro
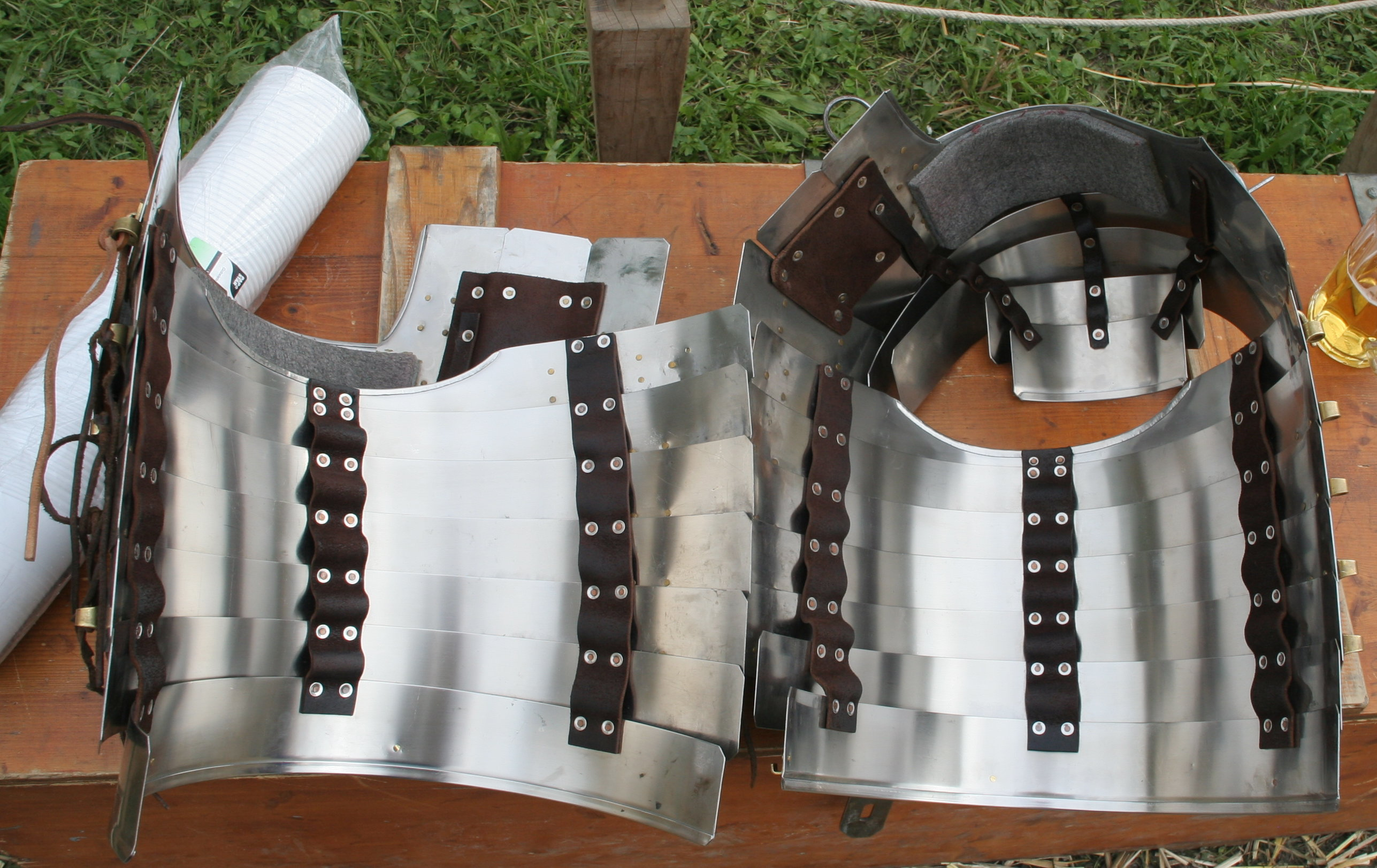
Ricostruzione di lorica segmentata, interno
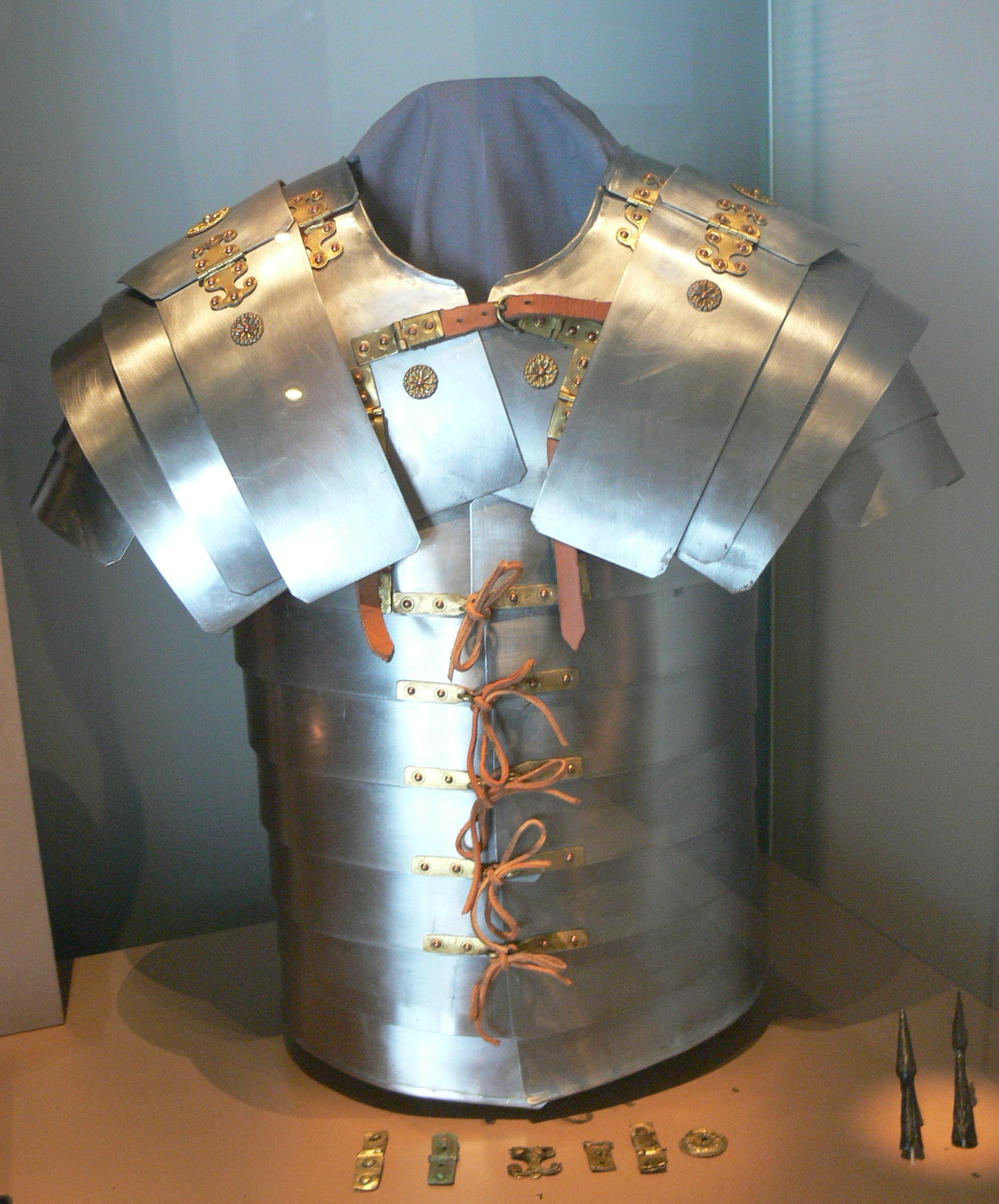
Ricostruzione di 'lorica segmentata al museo celtico di Manching in Baviera
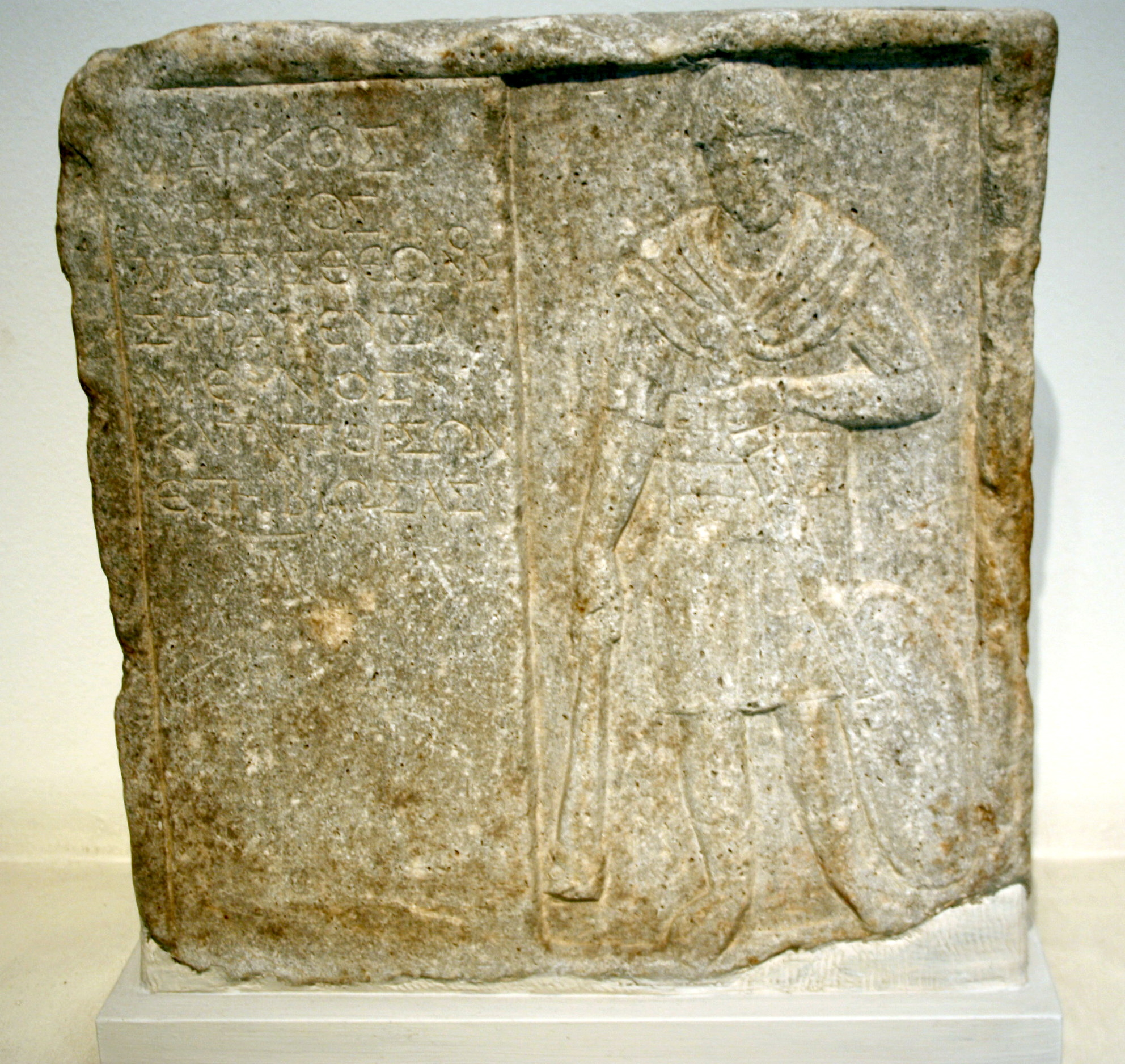
Stele funebre di un soldato di Sparta, di cui si dice che prese parte alla guerra contro i Parti dell'imperatore Caracalla (circa 214/217 d.C.).